# Nithard (historicus)
Nithard (mogelijk Aken, kort voor 800 - nabij Angoulême, 14 juni 844) was een Frankische historicus, lekenabt en diplomaat. Nithard was een zoon van Angilbert en Bertha, een dochter van Karel de Grote.

## Leven
Nithard werd voor de keizerskroning van Karel de Grote in december geboren. Hij werd vermoedelijk opgevoed in de Akense koningspalts, waar zijn moeder tot de dood van de keizer verbleef. Een andere optie is de abdij van Saint-Riquier, waar zijn vader lekenabt was. Hij volgde zijn opleiding hoogstwaarschijnlijk aan de keizerlijke schola, dit gezien het kwaliteitsonderwijs in zowel militaire als literaire zaken, waarvan bekend is dat hij dit heeft genoten.
Net als zij vader werd Nithard later zelf lekenabt van de abdij van St Riquier. Hij diende zijn neef Karel de Kale. In diens opdracht voerde hij tijdens de Karolingische burgeroorlog twee missies uit naar het hof van Lotharius. Hij nam in juni 841 deel aan de slag bij Fontenoy. Hij is waarschijnlijk gestorven aan de gevolgen van verwondingen die hij vermoedelijk op 14 juni 841 in de buurt van Angoulême opliep in een treffen met een groep Noormannen. De datum van zijn overlijden is lang een twistpunt geweest, maar er bestaat nu consensus voor de datum 14 juni 844. In de 11e eeuw werd zijn lichaam, met de fatale wond nog zichtbaar, teruggevonden in het graf van zijn vader, Angilbert.

## Werk
- De dissensionibus filiorum Ludovici Pii (Monumenta Germaniae Historica, Scriptores II, pp. 649-672).
- B.W. Scholz en B. Rogers, Carolingian Chronicles: Royal Frankisch Annals and Nithard 's Histories, 1988 (Engelse vertaling).
- Histoire des dissensions des fils de Louis le Débonnaire (Franse vertaling).

## Voetnoten
1. ↑  Vita Angilberti 2 (= W. Wattenbach (ed.), Monumenta Germaniae Historica Scriptores, XV.1, Hannover, 1887, p. 180), Ex Chronico Centulensi sive Sancti Richarii (M. Bouquet (ed.), Recueil des historiens des Gaules et de la France, V, Parijs, 1869, p. 371), Nithardus, De dissensionibus filiorum Ludovici Pii IV 5 (= MGH, SS II, p. 671).
2. ↑  B.S. Bachrach, Early Carolingian Warfare: Prelude to Empire, Philadelphia, 2001, p. 125.
3. ↑  NITHARD, zoon of Angilbert, Medieval Lands Project, augustus 2012